# تیره‌تر از سیاهی
تیره‌تر از سیاهی (به ژاپنی: -黒の契約者-Dākā Zan Burakku) یک مجموعه تلویزیونی انیمه ژاپنی به نویسندگی و کارگردانی تنسای اوکامورا است، که توسط استودیوی بونز از ۵ آوریل تا ۲۷ سپتامبر ۲۰۰۷، از شبکه‌های ام‌بی‌اس و تی‌بی‌اس پخش شده‌است. بر پایه نسخه انیمه، دو سری مانگا نیز تهیه گردیده است، که از سال ۲۰۰۷ در ماهنامه آسوکا و یانگ گانگان به چاپ رسیده‌است.
پخش فصل دوم انیمه نیز به تعداد ۱۲ قسمت، با نام تیره‌تر از سیاهی: Gemini of the Meteor از اکتبر ۲۰۰۹ در شبکه ام‌بی‌اس شروع شده، و تا دسامبر ۲۰۰۹ ادامه داشت.

## داستان
ده سال پیش پدیده‌ای غیر متعارف با نام دروازهٔ جهنم در توکیو ظاهر شد. ستاره‌های واقعی ناپدید شدند و ستاره‌های ساختگی جایگزین آن‌ها گشتند. همزمان با این اتفاق، دو نوع انسان با دارا شدن قدرت‌های مختلف فراطبیعی در ازای از دست دادن وجدان خود ظاهر شدند. هر فرد دارای یک ستاره مربوط ساختگی بود که به فعالیت‌های آن‌ها واکنش نشان می‌داد. در این میان مأمور زبردستی با اسم رمز «هی» که دارای قدرت فراطبیعی بود همراه با همکار نابینای خود یین برای یکی از سازمان‌هایی که سعی در اکتشاف راز پشت پردهٔ دروازه جهنم داشت، مشغول به کار شدند.